# 國語活用辭典
《國語活用辭典》是一部由臺灣五南圖書出版公司印行的辭典，主要供中等語文程度的讀者使用。此辭典總主編為周何，副主編為邱德修，於1987年1月出版，ISBN 957-11-0228-8。此辭典共收錄13961字，字形依據教育部所頒訂的標準字體。在字音部分，详细说明傳統用音與教育部《國語一字多音審訂表》的不同之处。書中針對每個字頭，印有其小篆寫法，並介紹所屬之六書種類，分析字形，闡述字義的衍變。對於難僻字、成語典故，除解釋外，並引出原始出處。